# مارك كيلر (لاعب كرة قدم)
مارك كيلر (بالفرنسية: Marc Keller )‏ (و. 1968  م) هو لاعب كرة قدم، من فرنسا، ولد في كولمار، يلعب كلاعب وسط.

## روابط خارجية
- مارك كيلر على موقع قاعدة بيانات كرة القدم.إي يو (الإنجليزية)
- مارك كيلر على موقع ليكيب (الفرنسية)
- مارك كيلر على موقع ناشيونال فوتبول تيمز (الإنجليزية)
- مارك كيلر على موقع Soccerbase.com (لاعب) (الإنجليزية)
- مارك كيلر على موقع Soccerway.com (الإنجليزية)
- مارك كيلر على موقع عالم كرة القدم.نت (الإنجليزية)